# Autoritratto in veste di abate dell'Accademia della Val di Blenio
L'Autoritratto in veste di abate dell'Accademia della Val di Blenio è un'opera ad olio su tela (cm 56x44) di Giovan Paolo Lomazzo, oggi conservata alla Pinacoteca di Brera a Milano. Nella parte bassa si legge l'iscrizione in maiuscole capitali ZAVARGNA.NABAS.VALLIS.BREGNI.ET.IPL.PITR 15[...] (compà Zavargna era il nome accademico dell'autore).

## Storia e descrizione
In quest'opera, databile al 1568 circa (anno in cui a Giovan Paolo Lomazzo fu affidata la carica di nabàd, cioè priore dell'Accademia della Val di Blenio), l'autore si autorappresenta con le insegne del tirso ricoperto d'edera e del serto di vite intrecciata, ispirate all'iconografia di Bacco.
L'Accademia della Val di Blenio, in cui si riunivano artisti, orefici, artigiani, musici ed attori teatrali, si dichiarava infatti profondamente ispirata ai misteri bacchici dell'antichità, secondo una mentalità volta alla ricerca del furor creativo e dell'estro bizzarro e grottesco tipica del Manierismo. Gli affiliati, che si creavano un nome ed una personalità fittizia, si riunivano sotto le false spoglie di popolani (nello specifico di facchini provenienti dalla zona di Blenio, ricordati per la parlata aspra e fortemente caratterizzata) ed erano costretti a mantenere una sorta di segreto iniziatico, negli anni della severa ed ascetica controriforma lombarda di Carlo Borromeo.
Gli altri elementi del dipinto sono spiegati nel brano, scritto proprio in lingua "facchinesca" (una sorta di incomprensibile dialetto ispirato alle inflessioni dell'alto comasco e del Canton Ticino) dell'Introducigliògn dei Rabìsch dra Academiglia dor compà Zavargna (la raccolta di componimenti poetici dei "facchini"): la Pèll d'or cavrètt e il capelàsc di paglia sono simboli di umiltà, mentre la medaglia sullo stesso cappello, rappresentante una sorta di innaffiatoio (il Galigliògn, galeone) è il sigillo dell'accademia, che rimanda all'idea dell'ebbrezza dionisiaca raggiunta tramite colossali ed orgiastiche bevute a bocca aperta.
Alcuni critici (Lynch 1964; Bertelli in Caravaggio e il suo tempo, Napoli-N.York 1985) hanno visto nella tipologia compositiva del dipinto un precedente (anche se in controparte) per il Bacchino malato di Michelangelo Merisi da Caravaggio.